# Josef Jakob Halda
 (octobre 2024).
Josef Jakob Halda, né en 1943, est un botaniste tchèque qui s'est notamment spécialisé dans la flore d'Amérique du Sud et qui a effectué de nombreuses expéditions botaniques au Mexique. Sa carrière se déroule au sein de l'Institut de botanique de l'Académie des sciences de Prague.

## Quelques publications

### Articles
- 1996 Some taxonomic problems in the genus Daphne L. II, Acta Musei Richnoviensis, 6 (3)
- 1996, avec L. Horáček, New descriptions and combinations Trillium ×crockeranum, Acta Musei Richnoviensis, 6 (3), 44 pp.
- 1997 Systematic treatment of the Genus Paeonia L. with some nomenclatoric changes, Acta Musei Richnoviensis, 4 (2)
- 1997 Synopsis of the Genus Haworthia Duval, with some nomenclatoric changes, Acta Musei Richnoviensis, 4 (2)
- 1997 Dwarf succulent saxifragas (section Porphyrion Engler & Irmscher), Acta Musei Richnoviensis, 4 (2)

### Livres
- 1992 The genus Primula in cultivation and the wild, éd. Tethys Books
- 1996 The Genus Gentiana, éd. Sen Dobre
- 2004, avec J.W. Waddick, The Genus Paeonia [illustrations de Jamila Haldova[1]], éd. Timber Press, Inc. 228 pp.  (ISBN 0-88192-612-4)